# Rosières (Luxemburg)
Rosières is een dorp in de Belgische provincie Luxemburg. Het ligt in Morhet, een deelgemeente van Vaux-sur-Sûre. De plaats ligt ruim vier kilometer ten zuiden van het dorpscentrum van Morhet en slechts anderhalve kilometer ten noordwesten van het centrum van Vaux-lez-Rosières. De plaats bestaat uit de twee vergroeide kernen Rosière-la-Grande en Rosière-la-Petite.

## Geschiedenis
Op het eind van het ancien régime werd Rosières een gemeente. In 1823 werd de gemeente al opgeheven en bij Morhet gevoegd.

## Bezienswaardigheden
- De Église Saint-Lambert in Rosière-la-Petite.

## Verkeer en vervoer
Door Rosière-la-Petite loopt de N85 tussen Bastenaken en Neufchâteau.
Deelgemeenten: Hompré · Juseret · Morhet · Nives · Sibret · Vaux-lez-Rosières

Overige dorpen en gehuchten: Assenois · Belleau · Bercheux · Chaumont · Chenogne · Clochimont · Cobreville · Grandru · Jodenville · La Barrière · Lavaselle · Lescheret · Mande-Sainte-Marie · Morhet-Station · Poisson-Moulin · Remichampagne · Remience · Remoiville · Rosières · Salvacourt · Sûre · Villeroux 

Belgische gemeenten · Arrondissement Neufchâteau · Luxemburg · Wallonië